# Bhad Bhabie
Bhad Bhabie, artiestennaam van Danielle Bregoli, (Boyton Beach, 26 maart 2003) is een Amerikaanse rapper. Ze werd bekend door de meme "Cash me outside, how 'bout dah?" na haar verschijning in een aflevering van Dr. Phil in september 2016. In 2017 werd Bregoli de jongste vrouwelijke rapper die in de Billboard Hot 100 stond met haar debuut "These Heaux". Hierna heeft ze getekend bij Atlantic Records.

## Biografie
Danielle Bregoli-Peskowitz werd geboren op 26 maart 2003 in Boynton Beach, Florida (staat). Haar ouders, Ira Peskowitz en Barbara Ann Bregoli waren een jaar samen toen Barbara zwanger raakte. Later gingen ze uit elkaar. Bregoli heeft geen contact meer met haar vader.

## Carrière
Op 14 september 2016, op 13-jarige leeftijd, waren Bregoli en haar moeder te zien in Dr. Phil, waar Bregoli's gedrag werd besproken. Ze stal onder andere auto's, wat ze diezelfde dag deed bij een werknemer van het programma. Ze is door haar uitspraken heel populair geworden, ze durfde zelfs te beweren dat het programma veel kijkcijfers heeft door haar.
Muziek
Op 26 augustus 2017 kwam haar debuutsingle "These Heaux" uit. Hiermee haalde ze plaats 77 in de Billboard Hot 100. Na het succes tekende ze een contract bij Atlantic Records. Op 27 september 2017 bracht ze het nummer "Hi Bich" uit, gevolgd door "Whachu Know". Beide nummers bereikten de hitlijsten. Na een korte pauze bracht Bregoli in november haar single "I Got it" uit. Kort daarna werd "Mama Don't Worry (Still Ain't Dirty)" uitgebracht. Hier in rapt ze over haar verleden en dat haar verschijning in Dr. Phil vergeten zal moeten worden. In 2018 bracht Bregoli samen met de rappers YBN Nahmir, Rich The Kid en Asian Doll een remix van haar eerdere single "Hi Bich" uit. Op 26 maart 2018 vierde ze haar verjaardag door het nummer "Gucci Flip Flops" uit te brengen, in samenwerking met Lil Yachty. Twee dagen later ontving ze een gouden plaat voor haar liedje "Hi Bich".
Onlyfans
26 maart 2021 is Bregoli 18 geworden, waarop ze meteen een Onlyfans account aanmaakte. Via een bericht op instagram heeft ze aangegeven binnen de eerste 6 uren meer dan een miljoen dollar verdiend te hebben. Hiermee claimt ze het record op Onlyfans verbroken te hebben.

## Referentie
Dit artikel of een eerdere versie ervan is een (gedeeltelijke) vertaling van het artikel Danielle Bregoli op de Engelstalige Wikipedia, dat onder de licentie Creative Commons Naamsvermelding/Gelijk delen valt. Zie de bewerkingsgeschiedenis aldaar.